# Viola selkirkii
Viola selkirkii — вид трав'янистих рослин родини Фіалкові (Violaceae), поширений на півночі Північної Америки та Євразії.

## Опис
Багаторічна трава 5–15 см заввишки. Стебло майже безлисте, є лускоподібні приквітки у верхній половині. Є базальна розетка. Листя серцеподібне, злегка блискуче, темно-зелене, верхня частина злегка волохата, базальний виріз глибокий, вузький. Квіти світло-блакитно-фіолетові, одиночні, похилі, слабо ароматні. Пелюсток 5, з зубцями або цілими кінчиками. Чашолистків 5. Тичинок 5. Плід — капсула з трьома лопатями.

## Поширення, екологія
Північна Америка: Ґренландія, Канада, США; Азія: Китай, Японія, Корея, Монголія, Росія; Європа: Фінляндія, Росія.
Населяє змішані й широколистяні ліси, зарості, струмкові долини, від вологих до сухих місця; 200–3000 м.

## Галерея

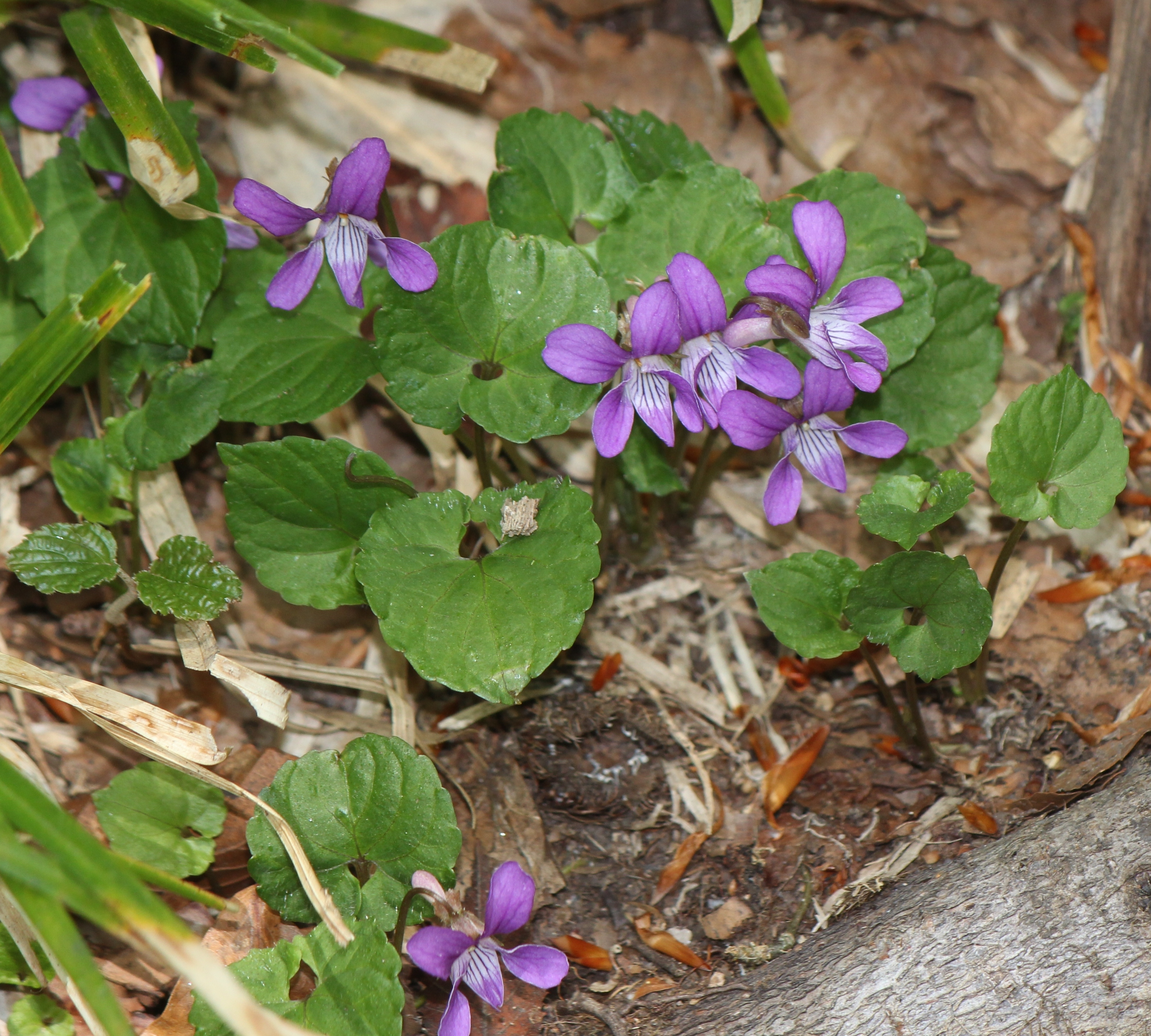
рослина
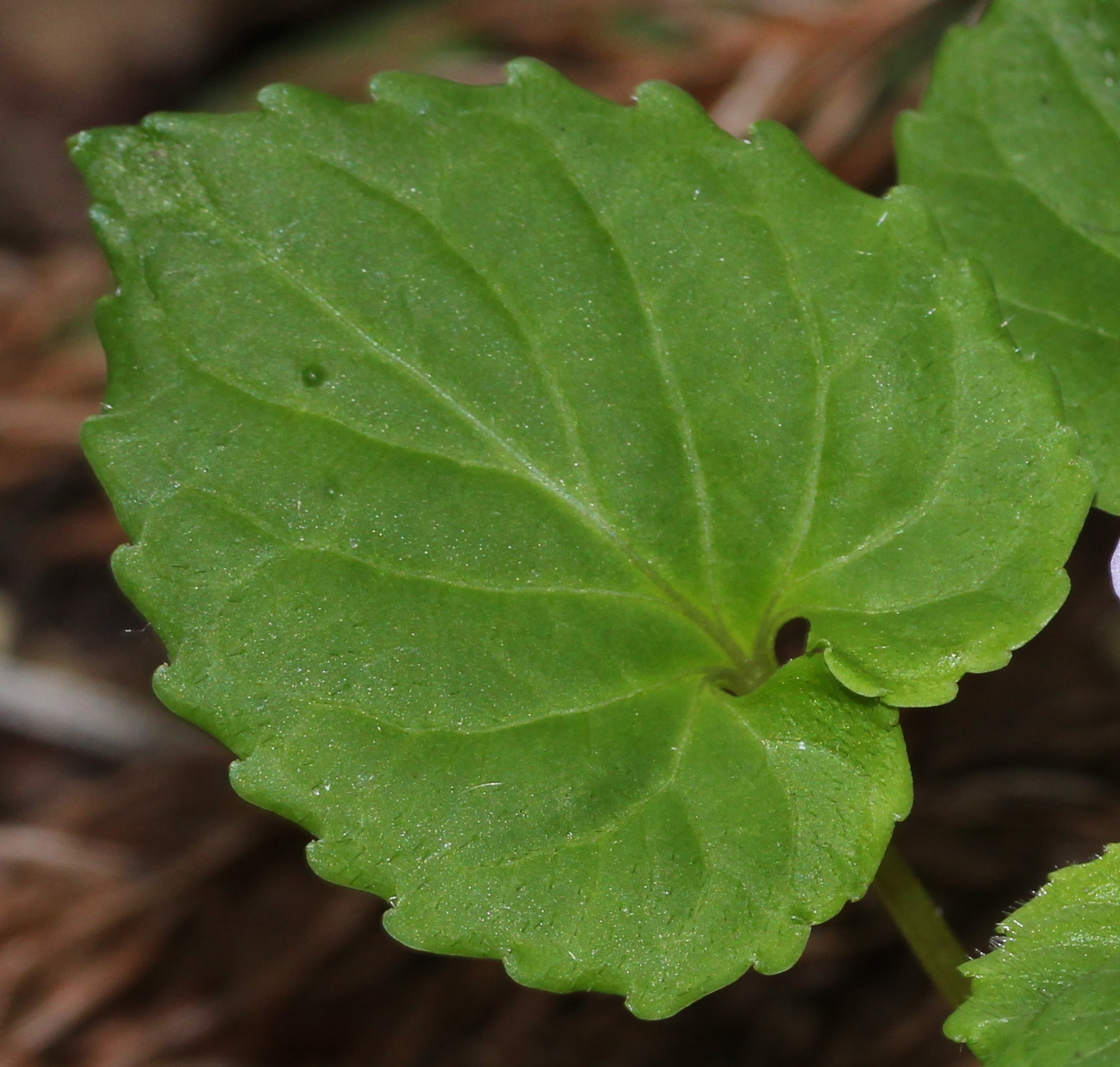
листя
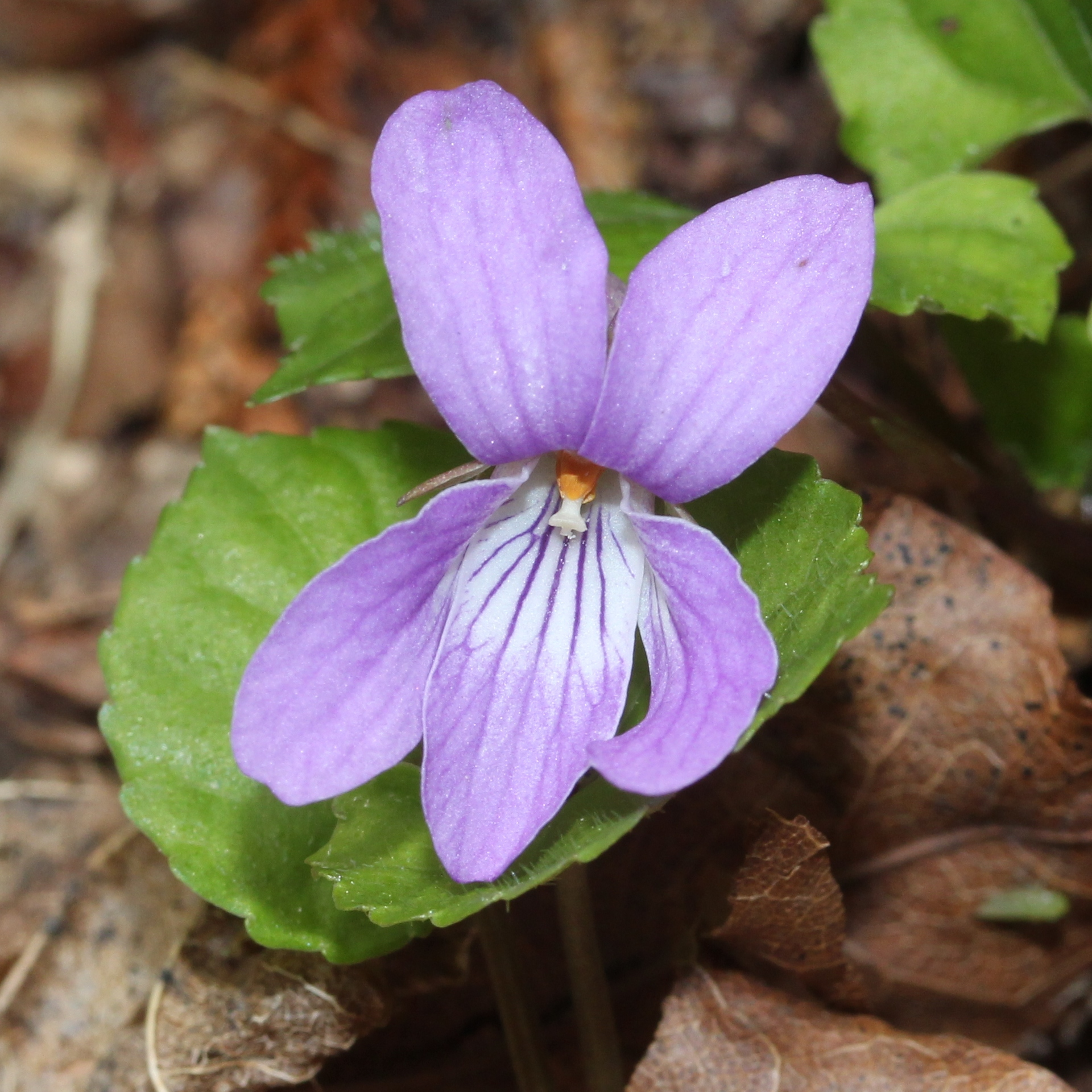
квітка